# Rudolf Leuckart
Carl Louis Rudolf Alexander Leuckart, ur. 23 czerwca 1854 w Gießen, zm. 24 lipca 1889 w Lipsku) – chemik niemiecki, znany z odkrycia w 1885 reakcji redukcyjnego aminowania związków karbonylowych za pomocą soli amonowych kwasu mrówkowego lub formamidu do N-formyloamin, nazwaną później reakcją Leuckarta, oraz jej modyfikacji – reakcji Leuckarta-Wallacha.
Był synem Karla Rudolfa Leuckarta (1822–1898), znanego niemieckiego zoologa.
Po odbyciu służby wojskowej, gdzie uzyskał stopień porucznika, studiował chemię, fizykę i mineralogię u Ruberta Bunsena oraz Gustawa Kirchhoffa w Heidelbergu. Doktorat uzyskał na uniwersytecie w Lipsku w 1879 (promotorem był Hermann Kolbe), habilitował się w Getyndze w 1883, gdzie objął katedrę profesorską. Tam zmarł wskutek nieszczęśliwego wypadku (upadek z balkonu) w 1889.